# Hage
Pour les articles homonymes, voir Hage (homonymie).
Hage est une commune allemande de l'arrondissement d'Aurich, dans le land de Basse-Saxe.

## Personnalités
- Dieter Eilts, footballeur allemand